# Jacob van Zuylen van Nijevelt

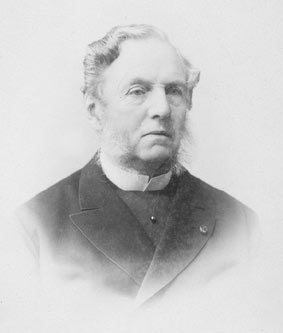
J.P.P. van Zuylen van Nijevelt

Jacob Pieter Pompejus Baron van Zuylen van Nijevelt (* 29. Juni 1816 in Dordrecht; † 4. November 1890 in Den Haag) war ein liberaler, später konservativer niederländischer Staatsmann. 1861 war er Vorsitzender des Ministerrats. Sein Cousin Julius van Zuylen van Nijevelt war von 1866 bis 1868 ebenfalls Vorsitzender des Ministerrats.
Nach einer gymnasialen Ausbildung am Atheneum Illustre in Deventer studierte Zuylen van Nijevelt Rechtswissenschaft an der Universität Utrecht, wo er 1840 promovierte.
Ab 1849 war er Abgeordneter in der Zweiten Kammer der Generalstaaten. Der adlige Großgrundbesitzer war zunächst Anhänger von Johan Rudolf Thorbecke und wurde 1852–1853 Außenminister in dessen Kabinett. Nach seiner dritten Heirat mit der Tochter des ehemaligen Vorsitzenden des Ministerrats Jan Jacob Rochussen wurde er unter dem Einfluss seines neuen Schwiegervaters konservativer. 1861 wurde er Vorsitzender des Ministerrats und erneut Außenminister. Später wurde er Gesandter in Paris und Mitglied der Ersten Kammer der Generalstaaten.